# Sarcinodes compacta
Sarcinodes compacta är en fjärilsart som beskrevs av W. Warren 1896. Sarcinodes compacta ingår i släktet Sarcinodes och familjen mätare. Inga underarter finns listade.